# John Favalora

Wappen von John Clement Favalora

John Clement Favalora (* 5. Dezember 1935 in New Orleans) ist ein US-amerikanischer Geistlicher und emeritierter römisch-katholischer Erzbischof von Miami.

## Leben
Favalora studierte am St. Joseph Seminar in St. Benedict, Louisiana, am Notre Dame Seminar in New Orleans und dann an der Päpstlichen Universität Gregoriana und am Päpstlichen Nordamerika-Kolleg in Rom. Am 20. Dezember 1961 wurde Favalora in New Orleans zum Priester geweiht. Danach war er rund 25 Jahre lang als Seelsorger im Erzbistum New Orleans tätig.
Am 16. Juni 1986 ernannte Papst Johannes Paul II. Favalora zum Bischof von Alexandria in Louisiana. Die Bischofsweihe spendete ihm am 29. Juli desselben Jahres der Pro-Nuntius in den USA und spätere Kurienkardinal Pio Laghi; Mitkonsekratoren waren Philip Hannan, Erzbischof von New Orleans, und Bischof William Benedict Friend von Shreveport. Am 14. März 1989 wurde Favalora zum Bischof von Saint Petersburg in Florida ernannt und am 16. Mai desselben Jahres in das Amt eingeführt. Am 3. November 1994 ernannte ihn Papst Johannes Paul II. zum dritten Erzbischof von Miami. Die Amtseinführung fand am 20. Dezember desselben Jahres statt.
Papst Benedikt XVI. nahm am 20. April 2010 seinen Rücktritt an und ernannte Thomas Wenski zu seinem Nachfolger.
John Favalora ist Großoffizier des Ritterordens vom Heiligen Grab zu Jerusalem.